# Михайленки (Житомирський район)
Михайле́нки — село в Україні, в Чуднівській міській територіальній громаді Житомирського району Житомирської області. Населення становить 350 осіб (2001).

## Історія
У 1906 році — село Озадівської волості Житомирського повіту Волинської губернії. Відстань від повітового міста 48 верст, від волості 17. Дворів 78, мешканців 559.
У 1928—54 роках — адміністративний центр Михайленківської сільської ради Чуднівського району.